# Bari Brahmana
Bari Brahmana is een stad en “notified area” in het district Samba van het Indiase unieterritorium Jammu en Kasjmir.

## Demografie
Volgens de Indiase volkstelling van 2001 wonen er 31.616 mensen in Bari Brahmana, waarvan 53% mannelijk en 47% vrouwelijk is. De plaats heeft een alfabetiseringsgraad van 61%.